# Renaudot (cráter)
Renaudot es un cráter de impacto del planeta Marte situado al noreste del cráter Rudaux y al este de Moreux, a 42.4° norte y 62.6° este. El impacto causó un boquete de 64 kilómetros de diámetro. El nombre fue aprobado en 1973 por la Unión Astronómica Internacional, en honor a la astrónoma francesa Gabrielle Renaudot (1877-1962).